# Dodecaneso
Il Dodecaneso o Dodecanneso (in greco Δωδεκάνησα, pr. Dodekánisa, dal significato letterale di "dodici isole") è un arcipelago della Grecia, compreso tra l'Asia Minore (odierna Turchia), l'isola di Creta a sud, le Cicladi ad ovest e l'isola di Samo a nord.
Dal punto di vista amministrativo era una prefettura appartenente alla regione dell'Egeo Meridionale, abolita a partire dal 1º gennaio 2011 a seguito dell'entrata in vigore della riforma amministrativa detta programma Callicrate. Il capoluogo era la città di Rodi.

## Geografia fisica

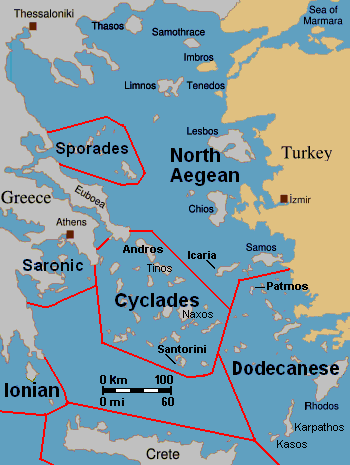
Gli arcipelaghi del Mar Egeo

Dal punto di vista geografico il Dodecaneso è un arcipelago di oltre 163 isole ed isolotti, di cui soltanto 26 sono abitate.
Localizzate in una regione di passaggio tra Oriente ed Occidente, nel loro complesso le isole recano evidenti segni del loro passato, dell'epoca classica a quella bizantino-genovese, e poi dei Cavalieri di Rodi, all'occupazione turca ed italiana. Diverse dominazioni hanno lasciato tracce nella cultura e nelle testimonianze architettoniche.
Le principali isole sono qui elencate con il nome tradizionale italiano, risalente in genere all'epoca genovese (tra parentesi il nome greco):
- Rodi è l'isola maggiore, con 125.113 abitanti (2021), prende il nome dall'omonimo capoluogo, e la più significativa dal punto di vista storico, turistico ed economico;
- Coo (Kos), con 37.089 abitanti (2021), isola vicinissima all'Asia minore è conosciuta come la patria di Ippocrate, padre della medicina;
- Calimno (Kàlymnos), 17.752 abitanti (2021) è l'isola della pesca delle numerose spugne marine ed una delle più popolate;
- Lero (Léros), 7.992 abitanti (2021), tra Patmo e Càlino;
- Scarpanto (Kàrpathos), 6.567 abitanti (2021), è la più scoscesa e ricca di montagne; ancora in parte incontaminata, grazie alla difficile conformazione orografica;
- Patmo (Pàtmos), 3.283 abitanti (2021), ha l'atmosfera sacra del monastero di Aghios Ioanis Theologos (San Giovanni);
- Simi (Symi), 2.603 abitanti (2021), vicinissima a Rodi, per le sue caratteristiche sia naturali che dell'ambiente costruito è luogo storico protetto;
- Stampalia (Astypálea), 1.376 abitanti (2021) dal passato veneziano con un imponente Kastro di quel periodo; nel dialetto locale permangono ancor parole di origine veneta;
- Caso (Kàssos), 1.223 abitanti (2021), la più meridionale delle isole, è ricca di scogliere;
- Nìsiro (Nìssiros), 1.048 abitanti (2021), una delle isole più piccole, possiede un vulcano detto Kratèras (Cratere) alto 700 metri;
- Lisso, 778 abitanti (2021), piccola isola ad est di Patmo;
- Piscopi (Tìlos), 746 abitanti (2021) è l'isola più verde ed ha le spiagge ombreggiate da grandi tamerici;
- Castelrosso (Kastellòrizo), 594 abitanti (2021), lembo estremo abitato della Grecia verso oriente e situata non come le altre isole nel Mar Egeo ma nel Mar di Levante, è il luogo reso famoso dal film vincitore del premio Oscar Mediterraneo;
- Calchi o Carchi (Chàlki), 475 abitanti (2021), è piccolissima e scarsamente popolata, (appena 330 persone);
- Gaidaro (Agathonisi), 259 abitanti (2021), l'isola più settentrionale;
- Telendo, 94 abitanti (2011), piccola isola a ovest di Càlino;
- Cappari (Pserimos), 80 abitanti (2021), piccola isola a metà strada tra Coo e Càlino;
- Saria, 45 abitanti (2011), piccola isola a nord di Scarpanto;
- Archì (Arkoi o anche Arkioi), 44 abitanti (2011), piccola isola a nord di Lisso, coi resti della fortificazione di guardia italiana, usata anche come carcere durante la seconda guerra mondiale;
- Gyali, 21 abitanti (2011), piccola isola a metà strada tra Coo e Nìsiro;
- Lèvita, 13 abitanti (2011), piccola isola tra Càlino e Paro, nelle Cicladi, facente parte della municipalità di Lero;
- Farmaco (Farmakonisi), 10 abitanti (2021), a est di Lipsi, presso le coste dell'Asia Minore;
- Marathi, 5 abitanti, a sud di Archì;
- Sirna, 2 abitanti (2021), piccola isola di 4 km² a sudest di Stampalia, importante rotta migratoria, teatro nel 1946 del naufragio della Athina Rafiah;
- Strongili, un abitante (2021) piccola isola a est di Castelrosso, disabitata, estremo lembo ad est della Grecia, dominata da un faro;
- Kinaros, un abitante (2021), a ovest di Calino e Lero;
- Ro, piccola isola ad ovest di Castelrosso abitata solo da un contingente militare;
- Alinnia o Limonia è un isolotto desertico, nei pressi di Calchi di particolare interesse naturalistico.

## Toponimo
Originariamente la parola Dodecaneso (o anche Dodecanneso, secondo la pronuncia greca) indicava il gruppo di isole del dominio genovese e veneziano e poi ottomano che godevano di particolari privilegi: Icaria, Patmo, Càlino, Lero, Stampalia, Nìsiro, Piscopo, Simi, Calchi, Scarpanto, Caso e Castelrosso, che nel 1909 alcuni giornali greci definirono Dodecaneso ottomano. Queste dodici isole tuttavia erano storicamente parte delle Sporadi meridionali. Solo in seguito all'occupazione italiana del 1912 la denominazione Dodecaneso prese uso nel linguaggio corrente, pur essendo impropria. Difatti le isole italiane non corrispondevano a quelle indicate anni prima. Nel toponimo italiano furono incluse anche Rodi, Coo e Lisso, mentre Castelrosso venne occupata solo nel 1921. Invece fu esclusa Icaria, che rimase sotto dominazione turca, prima di passare alla Grecia.
L'inadeguatezza della denominazione determinò nelle autorità italiane il mutamento della denominazione ufficiale in Isole italiane dell'Egeo, fin dal 1929. Tuttavia il toponimo era già entrato nella denominazione corrente e corrisponde ancora oggi a tutte le isole facenti parti delle Isole italiane dell'Egeo.

## Storia
La storia del Dodecaneso è legata a quella di Rodi l'isola maggiore, così chiamata dal nome della cittadina capoluogo. Questa città ha avuto sin dall'epoca della Grecia classica grande influenza sull'intero arcipelago per la sua importanza strategica e militare e in quanto sede di un importante porto di scambio tra oriente ed occidente. Di tale periodo sono riscontrabili numerosi resti archeologici, di templi e città sparsi nelle varie isole.

### Medioevo: i Cavalieri di Rodi e l'occupazione turca
La quasi totalità delle isole appannaggio dell'Impero romano d'Oriente furono governate di fatto per conto degli imperatori da famiglie genovesi possidenti i cui componenti venivano eletti ammiragli dell'impero; la Repubblica di Genova in cambio della protezione con la sua potente flotta, ne sfruttava i commerci e le materie prime, governandole come appannaggio personale privato dei clan genovesi.
Tra il 1306 e il 1309 l'arcipelago divenne anche la sede per secoli dei Cavalieri di Rodi, che assieme ai suoi governatori genovesi tra cui i componenti dei clan dei Vignolo de'Vignoli , i Moresco ed i Giustiniani, fortificarono le isole rendendo Rodi inespugnabile ai turchi, che tentarono numerose volte la sua conquista, riuscendoci nel 1522. Ancora oggi possono essere ammirate le fortificazioni del capoluogo ed i castelli sulle altre isole, come Neratzia e Antimachia a Coo. La presenza dei Cavalieri durò sino al XVI secolo, quando dopo la dipartita della flotta genovese della maona dei Giustiniani non potendo più difendersi dopo l'ennesimo attacco gli stessi negoziarono la loro uscita dalle isole e dopo un breve periodo anche i genovesi furono costretti alla cessione del governatorato al sultano in cambio di concessioni commerciali per mantenere l'accesso ai propri empori, e così l'arcipelago divenne parte dell'Impero ottomano.

### La presenza italiana (1912-1943)
Durante la guerra italo-turca culminata nell'occupazione della Libia, l'Italia ritenne di affrettare la fine della guerra occupando il Dodecaneso. Il 26 aprile 1912 venne occupata Stampalia, il 12 maggio Scarpanto, Caso, Piscopi, Nisiro, Calino, Lero, Patmo, Coo, Simi e Calchi; il 4 maggio vennero sbarcate truppe a Rodi, che venne completamente occupata il 16 maggio. Con la Pace di Losanna (18 ottobre 1912) l'Italia ottenne la sovranità sulla Libia (riconosciuta dalle potenze straniere) e il possesso temporaneo delle isole del Dodecaneso.
Il 5 maggio 1912 si insediò il comandante delle isole occupate dell'Egeo Giovanni Ameglio, dal 1914 costituite in Colonia del Dodecaneso; il primo governatore, il savonese Mario Lago, si insediò il 16 novembre 1922. Dal 1926 le isole vennero trasformate in "Governo delle Isole Italiane dell'Egeo", denominazione che divenne ufficiale nel 1930. Tra i governatori del Dodecaneso figurano importanti esponenti del fascismo come Cesare Maria De Vecchi (1884-1959) di Casale Monferrato, membro del Gran consiglio del fascismo e ministro dell'educazione nazionale, governatore dal 1936 al 1940; il bolognese Ettore Bastico (1876-1972), Maresciallo d'Italia, governatore dal 1940 al 1941; ed infine l'ammiraglio viareggino Inigo Campioni (1878-1944), governatore dal 1941 al 1943.
Fu organizzata l'amministrazione civile delle isole con libere elezioni svoltesi nel 1928, 1930, 1932 e 1934. Nel 1937 i sindaci vennero sostituiti da podestà di nomina governativa.
Tra il 19 e il 24 maggio 1929 alcune isole furono visitate da Vittorio Emanuele III, re d'Italia. Le tracce della presenza italiana rimangono visibili in molti edifici, tra i quali ad esempio:
- l'ex Grande Albergo delle Rose (oggi Grande albergo delle Rose Casinò Rodos) costruito da Florestano Di Fausto e Michele Platania tra il 1925 e il 1927, che unisce elementi dell'architettura tipica coloniale dell'oriente e elementi decò
- l'ex Casa del Fascio di Rodi realizzata tra il 1936 e il 1939, ora sede del municipio
- l'ex chiesa cattolica di S.Giovanni costruita tra il 1924 e il 1925 da Rodolfo Petracco, che ricostruisce la chiesa di San Giovanni di Collachio dei Cavalieri di San Giovanni distrutta da un'esplosione nel 1856
- le Terme di Kallithea vicine a Rodi, inaugurate nel luglio 1929, complesso restaurato nel 2006
- l'ex Teatro Puccini oggi Teatro Nazionale inaugurato il 1º agosto 1937, che conteneva 1200 spettatori
- l'ex Villaggio rurale San Benedetto oggi Kolymbia costruito tra il 1935 e il 1938 con la scuola, la chiesa, la casa del fascio, la caserma e le case allineate verso il mare; oggi è un ricovero per anziani
- l'ex Palazzo del Governo costruito nel 1926-7 sede del governatore del Dodecaneso, che ospitava gli uffici governativi, l'ufficio del turismo, ispirato al gotico veneziano con mobili in stile, lampadari di Murano e pavimenti in maiolica; oggi è sede della prefettura del Dodecaneso (la ristrutturazione si è conclusa da poco)
- l'ex Caserma Principe Amedeo sede dei Carabinieri e ora della Gendarmeria, ispirata all'architettura neoclassica tra fine Ottocento e primi Novecento
- il centro di Portolago (oggi Lakkì) nell'isola di Lero, sullo stile razionalista italiano anni trenta costruita tra il 1934 e il 1938 ed oggi in cattivo stato di conservazione.

Al censimento del 21 aprile 1936, l'ultimo prima della perdita dell'arcipelago da parte dell'Italia (1947), la popolazione totale residente nel Dodecaneso risultava composta da 140 848 unità, di cui 16 711 regnicoli (italiani) e 4 090 stranieri di varie nazionalità. La popolazione residente nell'isola di Rodi ammontava a 61 886 abitanti seguita dall'isola di Coo (19731 ab.) e da quella di Calino (15247 ab.).
Dopo l'8 settembre 1943 il Dodecaneso venne attaccato dai tedeschi che non volevano fornire agli Alleati una base operativa per l'attacco alla Grecia. La divisione d'assalto Rhodos, comandata dal generale Ulrich Kleemann riuscì a conquistare le isole grazie ad una mescolanza di azioni di forza e tattiche dilatorie, tra il 9 settembre e il 17 novembre 1943. Ciò fu possibile anche grazie alla scarsa iniziativa del comando italiano, data l'ambiguità del proclama armistiziale. Gli scontri del 9/10 settembre 1943 fra le truppe italiane e quelle germaniche furono a tratti aspri, ma la resa imposta dal Governatore Campioni e la sua cattura resero vano ogni sforzo delle truppe italiane nel capoluogo del Possedimento.
Inizialmente non furono attaccate le isole a nord di Rodi e in particolare Coo (che cadde il 4 ottobre) e Lero (con la più importante base navale italiana nell'Egeo), che rimase in mano italiana fino al 17 novembre 1943, difesa dalle forze italiane di guarnigione comandate dal contrammiraglio Luigi Mascherpa, e da rinforzi inviati dagli Alleati. Dopo la resa di Lero furono abbandonate dai soldati italiani anche le due ultime isole in possesso degli italiani, Lisso e Patmo.
Sorte diversa toccò a Castelrosso. Quando l'Italia capitolò, il 10 settembre 1943, l'isola fu occupata dalle forze britanniche, che ne conservarono il possesso per il resto del conflitto. I soldati italiani lasciarono l'isola il 28 settembre 1943.
Il governatore, ammiraglio Inigo Campioni rimase in carica fino al 18 settembre 1943 in qualità di governatore civile, dopo aver ordinato la resa della guarnigione italiana di Rodi, per poi essere deportato. Venne sostituito dal vicegovernatore Iginio Ugo Faralli, governò le isole nel nome della R.S.I. fino al 1945. Il potere dispositivo e di controllo della popolazione passò all'esercito di occupazione tedesco, comandato dai generali Ulrich Kleemann (1943-1944) e Otto Wagener (1944-1945), attivamente sostenuti da elementi fascisti e repubblichini.
Nel luglio del 1944 vennero arrestati gli ebrei sefarditi (circa 1 815). Quasi tutti provenivano da Rodi, tranne un piccolo gruppo di Coo. Scamparono alla deportazione circa 50 ebrei di nazionalità turca, che furono trasportati nell'allora neutrale Turchia. I restanti furono inviati nei campi in Germania, con tre navi da Rodi ed una da Coo. Di questi solo 178 tornarono dai campi di sterminio. I sopravvissuti, formalmente di nazionalità italiana dopo il 1948, non trovarono né a Rodi né in Italia una accoglienza adeguata. Le proprietà ebraiche erano state requisite dal governo italiano e ridistribuite alla cittadinanza italiana nel 1944: la popolazione greca di Rodi prese possesso delle proprietà abbandonate in seguito al rientro degli italiani. 
Gli ebrei di Rodi erano per la maggior parte sudditi italiani, non avendo optato per la cittadinanza turca o greca in seguito al Trattato di Losanna, ma una ristretta minoranza si avvalse della possibilità di diventare cittadini italiani a pieno titolo prima negli anni '30. Questo status non valse loro alcuna protezione in occasione della deportazione né al loro ritorno a Rodi o in Italia.

### Occupazione militare britannica
L'8 maggio 1945 dopo la resa incondizionata dei tedeschi firmata all'isola di Symi, il potere fu trasferito ai britannici (British Military Administration) e venne nominato governatore Peter Bevil Edward Acland (1945), poi Charles Henry Gormley (1945-1946) e infine Arthur Stanley Parker (1946-1947).
L'amministrazione militare britannica continuò ad avvalersi di quella civile italiana. L'Italia conservò formalmente ancora per tutto quel periodo la sovranità sino al definitivo passaggio alla Grecia.

### Sovranità greca
Con il trattato di pace di Parigi del 10 febbraio 1947 le isole passarono alla Grecia.
Il 15 settembre 1947 a Rodi vi fu la cerimonia che trasferì i poteri al governatore greco Periklis Ioannidis (1947-8), sostituito nel 1948 da Nikolaos Mavris. Il 7 marzo 1948 le isole si trasformarono da Governatorato del Dodecaneso a Prefettura del Dodecaneso, entrando quindi a far parte a tutti gli effetti della Grecia. Tuttora non è raro incontrare abitanti delle isole in grado di parlare e comprendere l'italiano, insegnato fino al 1950 nelle scuole, parlato soprattutto dagli anziani. La lingua italiana tende oggi a riaffermarsi nell'ambito della Unione europea come lingua veicolare oltre che come lingua per comunicare con il forte afflusso di turisti proveniente dall'Italia.

## L'espansione turistica
Oggi le isole del Dodecaneso, per la loro posizione al centro del Mar Mediterraneo ed un pregevole ambiente naturale, sono un importante polo turistico internazionale. Gli anni recenti hanno visto una significativa crescita della presenza di strutture turistiche, che in alcuni casi hanno una cattiva influenza sul paesaggio e mettono sotto pressione tradizioni locali.

### Varie architetture
Nel periodo di amministrazione italiana, ed in particolare durante il regime fascista, furono realizzate sulle isole numerose opere pubbliche, (strade, edifici e altro), alcune di notevole rilievo come la ricostruzione del Palazzo dei Gran Maestri dei cavalieri di Rodi a Rodi.
Da citare anche la realizzazione della cittadina di Portolago, oggi Lakki nell'isola di Lero, uno dei migliori esempi di nuova struttura urbana, realizzata secondo i canoni architettonici ed urbanistici del Razionalismo italiano degli anni trenta.
Viaggiando in queste isole si ritrovano oltre ai resti archeologici classici di grande valore come l'Acropoli di Lindos (Rodi), ed alle eccezionali vestigia medioevali, (centro storico di Rodi ed altri castelli e fortezze), ed ai villaggi tradizionali, anche le architetture e le costruzioni tipiche del ventennio fascista che acquistano oggi, come rilevato da alcuni osservatori, una atmosfera quasi felliniana come il Grand Hotel di Rodi, "Albergo delle rose", o il cinema di Portolago, ecc. o sempre particolari come i lungomare, i lampioni, le balaustre.
In diversi luoghi di queste isole si può ancora osservare uno spazio architettonico Art déco e razionalista, con ancora intatta, sebbene deteriorata, la sua essenza.

### Abitanti del Dodecaneso
Il Dodecaneso è un luogo di grandi intrecci di popolazione, come tutto il Levante. I gruppi di popolazione più rilevanti sono stati:
- Greci di religione ortodossa, storicamente la maggioranza della popolazione.
- Ebrei di origine spagnola (sefarditi) che erano 6000 negli anni trenta (circa il 5% della popolazione del Dodecaneso), vittime di discriminazione sotto l'amministrazione italiana dopo l'entrata in vigore delle leggi razziali e deportati in massa dai fascisti e dai tedeschi nel corso del 1944. Le poche decine di sopravvissuti non si sono ristabiliti nel Dodecaneso.
- Turchi di religione musulmana sunnita, che hanno goduto di una posizione dominante durante l'Impero Ottomano (1522-1912), hanno in parte lasciato il Dodecaneso durante la dominazione italiana. L'invasione e l'occupazione turca di Cipro (1974) ha causato un'ulteriore riduzione della comunità turca del Dodecaneso, rendendola una sparuta minoranza.

## Geografia antropica

### Suddivisioni amministrative
Dal 1997, con l'attuazione della riforma Kapodistrias, la prefettura del Dodecaneso era suddivisa in 25 comuni e 2 comunità:
| Comune     | Codice YPES | Sede              | CAP    | Prefisso tel.                  |
| ---------- | ----------- | ----------------- | ------ | ------------------------------ |
| Afando     | 1205        | Afando            | 851 03 | 22410-dal 50 al 53, 56, 57     |
| Arcangelo  | 1202        | Arcangelo         | 851 02 | 22440-2                        |
| Stampalia  | 1203        | Stampalia         | 859 00 | 22430-4                        |
| Attavyros  | 1204        | Empona            | 851 09 | 22460-5                        |
| Calimno    | 1210        | Calimno           | 852 00 | 22430-2, 50, 59                |
| Chalchi    | 1227        | Chalchi           | 851 10 | 22410-45                       |
| Dikaio     | 1206        | Dikaio            | 853 00 |                                |
| Ialiso     | 1208        | Ialysos           | 851 01 | 22410-dal 90 al 98             |
| Iraklidis  | 1207        | Antimachia        | 853 02 | 22420-6                        |
| Kallithea  | 1209        | Faliraki          | 851 05 | 22410-6, dall'84 all'87        |
| Kameiros   | 1211        | Soroni            | 851 06 | 22460-dal 40 al 42             |
| Scarpanto  | 1212        | Scarpanto         | 858 00 | 22-2                           |
| Caso       | 1213        | Caso              | 857 00 | 22450-4                        |
| Coo        | 1214        | Coo               | 853 00 | 22450-2                        |
| Leipsoi    | 1215        | Leipsoi           | 850 01 | 22470-4                        |
| Lero       | 1216        | Lero              | 854 00 | 22470                          |
| Lindo      | 1217        | Lindo             | 851 07 | 22440-2, 3                     |
| Megisti    | 1218        | Megisti           | 851 11 | 22410-49                       |
| Nisiro     | 1219        | Nisiro            | 853 03 | 22420                          |
| Rodi Sud   | 1220        | Gennadi           | 851 09 | 22440-4                        |
| Patmo      | 1222        | Patmo             | 855 00 | 22470-                         |
| Petaloudes | 1223        | Kremasti          | 851 04 | 22410-dal 90 al 98             |
| Rodi       | 1224        | Rodi              | 851 00 | 22410-dal 2 al 4 e dal 6 all'8 |
| Simi       | 1225        | Simi              | 856 00 | 22460-dal 70 al 72             |
| Tilos      | 1226        | Tilos             | 850 02 | 22460-44                       |
| Comunità   | Codice YPES | Sede              | CAP    | Prefisso tel.                  |
| Agathonisi | 1201        | Agathonissi       | 850 01 | 22470                          |
| Olympos    | 1221        | Olympos Karpathou | 857 00 | 22450                          |